# Gérald Mossé
Pour les articles homonymes, voir Mossé.
 (décembre 2024).
Si vous disposez d'ouvrages ou d'articles de référence ou si vous connaissez des sites web de qualité traitant du thème abordé ici, merci de compléter l'article en donnant les références utiles à sa vérifiabilité et en les liant à la section « Notes et références ».

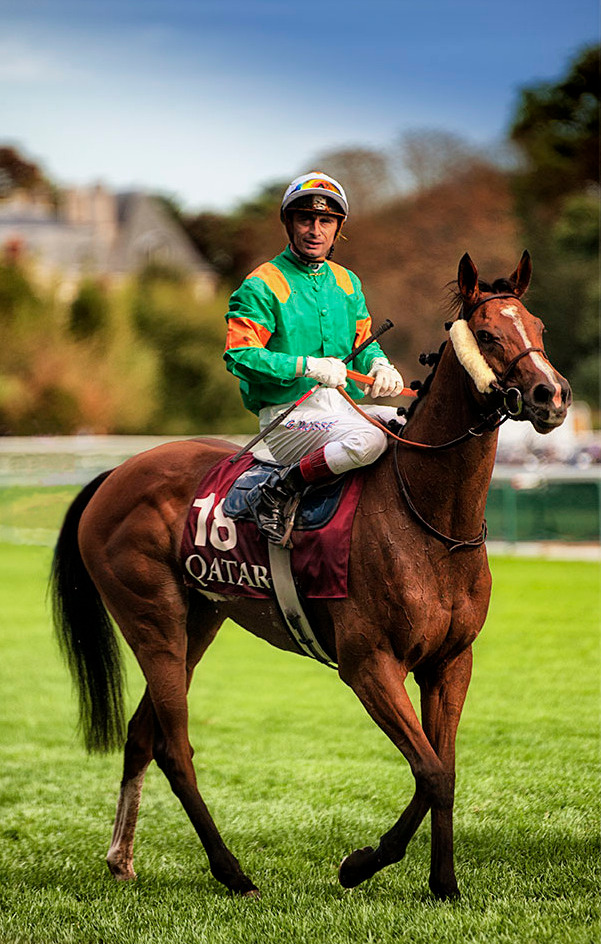
Mossé en 2012

Gérald Mossé, né le 3 janvier 1967 à Marseille, est un jockey français.

## Carrière
Apprenti chez Patrick-Louis Biancone, il monte ses premières courses professionnelles en avril 1983 et se fait rapidement remarquer, ce qui lui vaut d'être engagé par François Boutin pour monter les chevaux de l'écurie Lagardère. Devenu un top jockey, il remporte de nombreuses courses de groupe, dont le Prix de l'Arc de Triomphe en 1990, en selle sur Saumarez. Partenaire du phénomène Arazi en 1991, il quitte la France pour monter à Hong Kong, puis revient de 1993 à 2001, où il obtient un contrat de première monte pour l'écurie Aga Khan, entraînée par Alain de Royer-Dupré, pour le compte duquel il remporte de nombreux classiques. Au cours des années 2000, il retourne à Hong Kong, où il jouit d'une grande notoriété, tout en revenant régulièrement en France pour participer aux grandes épreuves. Il compte à son palmarès une soixantaine de groupe 1, ce qui en fait l'un des jockeys les plus titrés de sa génération. Le 13 juillet 2024, il annonce la fin de sa carrière de jockey, à 57 ans, et le début de sa carrière d'entraîneur. 

## Palmarès sélectif
(Courses de groupe 1)
 France
- Prix de l'Arc de Triomphe – 1 – Saumarez (1990)
- Prix de Diane – 5 – Resless Kara (1988), Shemaka (1993), Vereva (1997), Zainta (1998), Daryaba (1999)
- Prix du Jockey Club – 3 – Celtic Arms (1994), Ragmar (1996), Reliable Man (2011)
- Poule d'Essai des Poulains – 3 – Ashkalani (1996), Daylami (1997), Sendawar (1999)
- Poule d'Essai des Pouliches – 2 – Zalaiyka (1998), Mangoustine (2022)
- Prix Morny – 5 – Tersa (1988), Arazi (1991), Chargé d'Affaires (1997), Bad As I Wanna Be (2000), Reckless Abandon (2012)
- Prix du Moulin de Longchamp – 3 – Priolo (1991), Ashkalani (1996), Sendawar (1999)
- Prix Ganay – 3 – Valanour (1996), Astarabad (1998), Dark Moondancer (1999)
- Prix du Cadran – 3 – Tajoun (1999), Gentoo (2010), Kasbah Bliss (2011)
- Grand Prix de Paris – 2 – Valanour (1995), Bekhabad (2010)
- Prix Vermeille – 2 – Sierra Madre (1994), Daryaba (1999)
- Prix Jean-Luc Lagardère – 2 – Arazi (1991), Siyouni (2009)
- Prix Marcel Boussac – 2 – Gold Splash (1992), Sierra Madre (1993)
- Prix Saint-Alary – 2 – Zainta (1998), Sarafina (2010)
- Prix Royal-Oak – 2 – Ebadiyla (1997), Tiraaz (1998)
- Prix Jean Prat – 2 – Priolo (1990), Suances (2000)
- Prix Maurice de Gheest – 2 – May Ball (2002), Garswood (2014)
- Prix de l'Abbaye de Longchamp – 2 – Wizz Kid (2012), Mabs Cross (2018)
- Prix d'Ispahan – 2 – Sendawar (2000), Skalleti (2021)
- Critérium de Saint-Cloud – 1 – Intimiste (1989)
- Prix de la Salamandre – 1 – Arazi (1991)
- Prix Lupin – 1 – Celtic Arms (1994)
- Prix de la Forêt – 1 – Court Masterpiece (2005)
- Prix Jean Romanet – 1 – Alpine Rose (2009)
- Prix Jacques Le Marois – 1 – Immortal Verse (2011)

 Royaume-Uni
- St. James's Palace Stakes – 1 – Sendawar (1999)
- Coronation Stakes – 2 – Gold Splash (1993),  Immortal Verse (2011)
- Sun Chariot Stakes – 1 – Siyouma (2012)
- Middle Park Stakes – 1 – Reckless Abandon (2012)

 Hong Kong
- Hong Kong Cup – 2 – River Verdon (1991), Jim And Tonic (1999)
- Hong Kong Mile – 2 – Jim And Tonic (1998), Beauty Flash (2010)
- Hong Kong Vase – 2 – Daryakana (2009), Red Cadeaux (2012)
- Hong Kong Sprint – 2 – All Thrills Too (2002), Sacred Kingdom (2007)
- Hong Kong Derby – 3 – Super Fit (1994), Industrial Pioneer (2001), Elegant Fashion (2003)
- Hong Kong Gold Cup – 1 – Industrial Pioneer (2002)
- Queen Elizabeth II Cup – 1 – Jim And Tonic (1999)
- Champion Mile – 3 – Bullish Luck (2005)
- Hong Kong Stewards' Cup – 3 – Mastermind (1991), Russian Pearl (2006), Beauty Flash (2011)
- Hong Kong Champions & Chater Cup – 1 – Mr Medici (2010)
- Chairman's Sprint Prize – 1 – Sacred Kingdom (2008)
- Centenary Sprint Cup – 1 – Inspiration (2009)
- Queen's Silver Jubilee Cup – 2 – Joyful Winner (2007), Beauty Flash (2011)
- Hong Kong Classic Mile – 2 – Scintillation (2005), Floral Pegasus (2007)
- Hong Kong Classic Cup – 3 – Hello Pretty (2006), Floral Pegasus (2007), King Dancer (2010)
- Hong Kong Derby – 3 – Super Fit (1994), Industrial Pioneer	(2001), Elegant Fashion	(2003)

 Italie
- Grand Prix de Milan – 1 – Dark Moondancer (1999)
- Premio Vittorio di Capua – 1 – Waikika (2016)

 Australie
- Melbourne Cup – 1 – Américain (2010)

 Canada
- E.P. Taylor Stakes – 1 – Siyouma (2012)

 Allemagne
- Grosser Dallmayr-Preis – 1 – Skalleti (2021)

## Vie privée
Gérald Mossé s'est marié avec la femme d'affaires et entrepreneure Caroline Margeridon avec laquelle il a eu deux enfants, Alexandre et Victoire ; le couple a divorcé quelques années après la naissance des enfants. 